# Pico Mascarin
O Pico Mascarin (até 2003 era chmadoPico State President Swart) é o ponto mais alto das Ilhas do Príncipe Eduardo, arquipélago no Índico administrado pela África do Sul. Situa-se na ilha Marion e atinge 1230 m de altitude. É um vulcão em escudo, ativo, cuja última erupção se registou em 2004
Devido à sua localização remota no Índico, tem um grande isolamento topográfico: em 1848 km em seu redor não há pontos mais elevados, tornando-o na 37.ª montanha com maior isolamento topográfico do mundo.